# Doiranți, Șumen
Doiranți (în bulgară Дойранци) este un sat în comuna Kaolinovo, regiunea Șumen,  Bulgaria. 

## Demografie
Componența etnică a satului Doiranți
     Turci (59,3%)
     Bulgari (12,88%)
     Nicio identificare (27,81%)
     Altele (0%)
La recensământul din 2011, populația satului Doiranți era de 489 locuitori. Din punct de vedere etnic, majoritatea locuitorilor (59,3%) erau turci, cu o minoritate de bulgari (12,88%). Pentru 27,81% din locuitori nu este cunoscută apartenența etnică.